# Opština Kosjerić
Opština Kosjerić (srbsky Општина Косјерић) je srbská základní jednotka územní samosprávy v západním Srbsku V roce 2011 zde žilo 12 090 obyvatel. Sídlem správy opštiny je město Kosjerić.

## Sídla
V opštině se nachází celkem 27 sídel. Některá z nich jsou horské vesnice, nacházející se v nadmořské výšce přes 1000 metrů.
| - Bjeloperica - Brajkovići - Cikote - Donja Pološnica - Drenovci - Dubnica (Kosjerić) - Galovići - Godećevo - Godiljevo | - Gornja Pološnica - Kosjerić - Kosjerić (vesnice) - Makovište - Mionica - Mrčići - Mušići - Paramun - Radanovci | - Rosići - Ruda Bukva - Seča Reka - Skakavci - Stojići - Subjel - Ševrljuge - Tubići - Varda |